# Itzehoe
Itzehoe  é uma cidade da Alemanha localizada no distrito de Steinburg, estado de Schleswig-Holstein.
Itzehoe é a sede do Amt de Itzehoe-Land, porém, não é membro.